# Carolin Amlinger

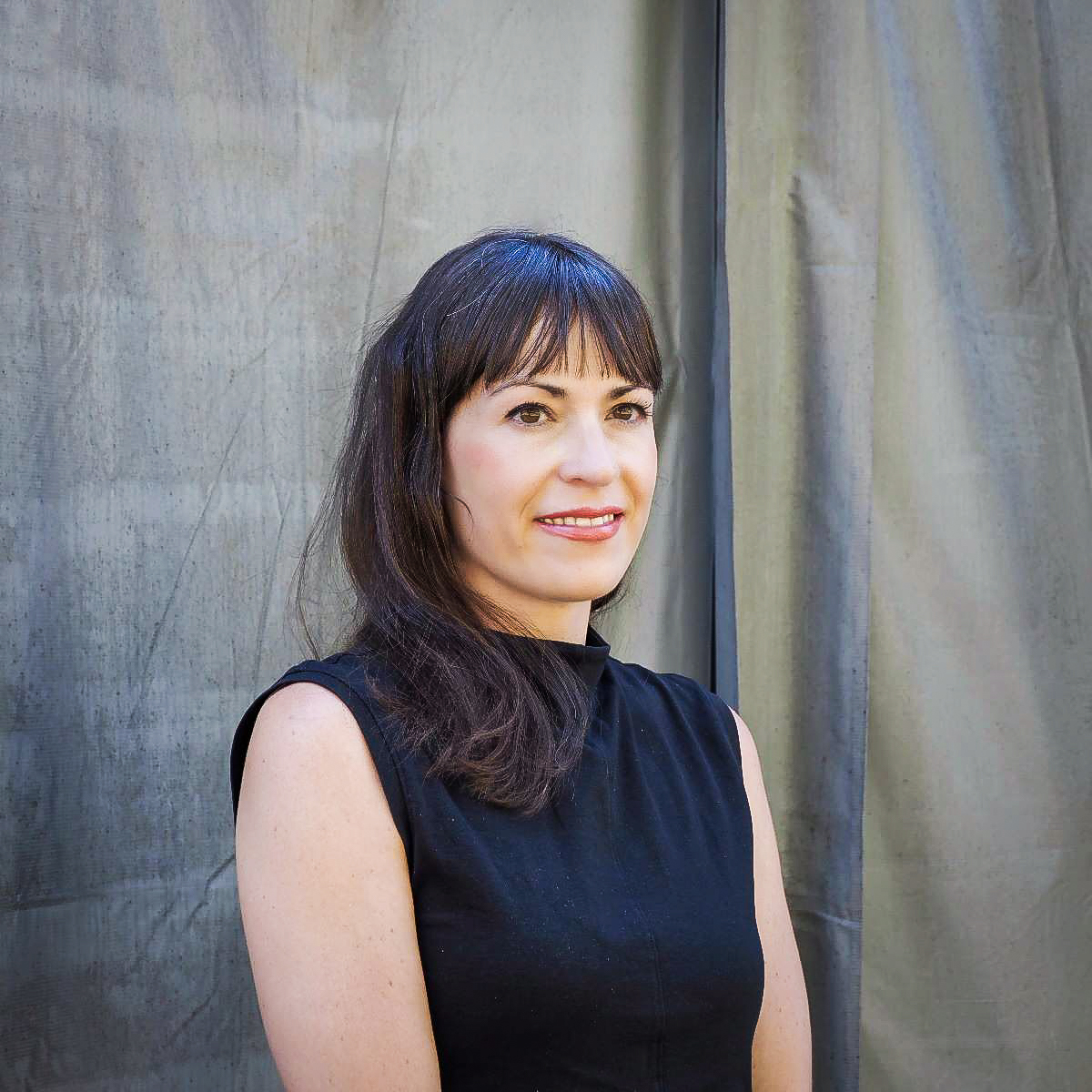
Carolin Amlinger (2023)

Carolin Amlinger (* 1984 in Zell) ist eine deutsche Literaturwissenschaftlerin und Soziologin. Sie lehrt am Fachbereich Deutsche Sprach- und Literaturwissenschaft der Universität Basel.

## Leben
Carolin Amlinger studierte Philosophie, Germanistik und Soziologie an der Universität Trier. Dort war sie anschließend wissenschaftliche Mitarbeiterin in der Neueren deutschen Literaturwissenschaft. Sie war Doktorandin am Institut für Sozialforschung in  Frankfurt am Main. Als wissenschaftliche Mitarbeiterin forschte sie am Institut für Soziologie der TU Darmstadt, wo sie 2020 mit der Dissertation Schreiben. Eine Soziologie literarischer Arbeit promoviert wurde.
Amlinger war von 2019 bis 2022 PostDoc-Assistentin im SNF-Projekt Halbwahrheiten. Wahrheit, Fiktion und Konspiration im „postfaktischen Zeitalter“ unter der Leitung von Nicola Gess und bearbeitete dort das Teilprojekt Partisanen des Wortes. Der gespaltene Ideenhaushalt der Postmoderne. Seit 2022 ist sie PostDoc-Assistentin in der Neueren deutschen Literaturwissenschaft am Lehrstuhl von Nicola Gess. Von 2022 bis 2023 war sie Visiting Research Fellow am SFB 1472 Transformationen des Populären der Universität Siegen in der CRG Kommentar und Konflikt.
Seit Februar 2024 schreibt Amlinger vierwöchentlich in der Frankfurter Allgemeinen Sonntagszeitung die Kolumne „Kritik und Krise“.

## Forschung
Ihre Dissertation Schreiben. Eine Soziologie literarischer Arbeit erschien im Oktober 2021 im Berliner Suhrkamp Verlag.
In seiner Rezension nennt Kevin Kempke das Buch „ein fundiert argumentierendes literatursoziologisches Grundlagenwerk“. Niels Werber schreibt in der Frankfurter Allgemeinen Zeitung: „Carolin Amlinger leistet soziologische Aufklärung in Form einer dichten Beschreibung des Literaturbetriebs.“ Ihre Dissertation wurde 2022 mit dem Dissertationspreis der Freunde der TU Darmstadt und dem Dissertationspreis der DGS-Sektion Arbeits- und Industriesoziologie ausgezeichnet.
Im Oktober 2022 erschien das gemeinsam mit Oliver Nachtwey verfasste Buch Gekränkte Freiheit. Aspekte des libertären Autoritarismus im Suhrkamp Verlag. Unter Anlehnung an die Kritische Theorie analysieren sie dort die Dialektik der Freiheit in der spätmodernen Gesellschaft. Das Buch erhielt große Aufmerksamkeit, war auf Platz 1 der Sachbuch-Bestenliste von Deutschlandfunk Kultur, ZDF und Die Zeit und auf der Sachbuch-Bestenliste von Welt, Neue Zürcher Zeitung, rbbKultur und Ö1. Im Spiegel bezeichnet Arno Frank das Buch als einen „Beitrag im andauernden Gespräch einer aufgeklärten Gesellschaft mit sich selbst.“ Im März 2023 wurde das Buch für den Preis der Leipziger Buchmesse in der Kategorie Sachbuch und Essayistik nominiert.
Ihre Forschungsschwerpunkte sind Literatursoziologie, Buchmarktforschung, kritische Gesellschaftstheorie und Autoritarismustheorien.

## Auszeichnungen
2023 wurde Amlinger mit dem Young Thinker-Award der Zeitschrift politik & kommunikation ausgezeichnet (Kategorie Gesellschaft/Soziologie).

## Schriften (Auswahl)
- Die verkehrte Wahrheit: zum Verhältnis von Ideologie und Wahrheit bei Marx/Engels, Lukács, Adorno/Horkheimer, Althusser und Žižek (= LAIKAtheorie. Band 32). 1. Auflage. Laika-Verlag, Hamburg 2014, ISBN 978-3-942281-63-8.
- Schreiben: eine Soziologie literarischer Arbeit (= suhrkamp taschenbuch wissenschaft. Nr. 2363). Suhrkamp, Berlin 2021, ISBN 978-3-518-29963-0 (Dissertation, TU Darmstadt 2020).
- mit Oliver Nachtwey: Gekränkte Freiheit: Aspekte des libertären Autoritarismus. 1. Auflage. Suhrkamp, Berlin 2023, ISBN 978-3-518-43071-2.
  - englische Übersetzung: Offended Freedom. The Rise of Libertarian Authoritarianism, Polity 2025.